# Првокласни хаос
„Првокласни хаос” је југословенска ТВ мини серија снимљена 1968. године у продукцији Телевизије Београд.

## Улоге
| Глумац                     | Улога                            |
| -------------------------- | -------------------------------- |
| Милан Ајваз                |                                  |
| Љубиша Бачић               |                                  |
| Светлана Бојковић          |                                  |
| Драган Лаковић             |                                  |
| Предраг Лаковић            |                                  |
| Павле Минчић               |                                  |
| Даница Мокрањац            |                                  |
| Божидар Павићевић Лонга    |                                  |
| Ружица Сокић               |                                  |
| Властимир Ђуза Стојиљковић | (као Властимир-Ђуза Стојиљковић) |
| Љуба Тадић                 |                                  |
| Милутин Мића Татић         |                                  |
| Момчило Животић            |                                  |

Комплетна ТВ екипа  ▼
| Редитељ     | Вера Белогрлић     |              |
| Сценариста  | Љубивоје Ршумовић  | (адаптација) |
| Композитор  | Енрико Јосиф       |              |
| Костимограф | Јелисавета Гобецки |              |